# HaTzionut HaDatit
HaTzionut HaDatit (hebräisch הַצִּיּוֹנוּת הַדָּתִית HaZijjōnūt haDatīt, deutsch ‚Der religiöse Zionismus‘) war der Name einer rechts-religiösen Fraktion in der Knesset und eines Parteienbündnisses in Israel. Das Bündnis wurde zur Wahl 2021 von der religiös-konservativen Partei HaʾIchud haLeʾummi – Tquma, ʿOtzma Jehudit („Jüdische Stärke“) und der Noʿam-Partei gegründet. Die Liste wurde am 3. Februar 2021 erstellt, nachdem Bezalel Smotrich beschlossen hatte, nicht weiter für Jamina, die von Naftali Bennett geführte Liste, zu kandidieren, und erreichte 5,11 % der Stimmen.
Bei der Wahl 2022 lautete der offizielle Name der Liste Religiöser Zionismus.
Die beiden Hauptparteien Tkuma, angeführt von Bezalel Smotrich, und ʿOtzma Jehudit, angeführt von Itamar Ben-Gvir, führten zwei getrennte Kampagnen im Wahlsystem durch, wobei sich jede von ihnen darauf konzentrierte, Wähler aus verschiedenen Sektoren und Ansichten zu gewinnen. Mit 10,84 % wurde das Bündnis zur drittstärksten Kraft und mit sechs Ministern im Kabinett Netanjahu VI an der Regierung beteiligt. 2023 ging Tquma in Mafdal – haZijjonut haDatit auf.